# Munca în relație de dependență
Munca în relație de dependență este acea Muncă (economie) pe care o persoană o îndeplinește în regim de dependență, de subordonare, în beneficiul unei alte persoane (persoană care își însușește produsul acestei prestate munci). 
Există două moduri principale de muncă în relație de dependență: munca forțată și munca salariată prin intermediul unui contract. Acestea a fost formele generale adoptate și aplicate în domeniul Muncii, într-o perioadă în care a prevalat sclavia și servitutea. mai înainte de a se recunoaște democrația ca drept cea mai adecvată formă de guvernare, 
În cadrul muncii în relație de dependență, angajatul depinde de un angajator (sau patron), care poate fi persoană juridică, și care este cel care decide dacă să se folosească (sau nu) de serviciile lui, este cel care ii organizează activitatea și care ii dă ordine. În cadrul muncii salariate, angajatorului ii corespunde îndatorirea de a plăti salariul, ca remunerație pentru munca prestată de către acel angajat. Munca în relația de dependență se diferențiază de munca pe cont propriu (independentă), muncă în cadrul căreia lucrătorul nu depinde, nici nu este subordonat vreunei alte persoane, și își însușește produsul muncii lui.

## Muncă forțată
Cele două forme mai cunoscute de muncă forțată sunt sclavia și servitutea (aservirea). În sclavie  lucrătorul este considerat un lucru, un obiect (de cele mai multe ori fără a i se recunoaște condiția de persoană) iar stăpânul său, este considerat drept proprietar al său, având acesta asupra respectivului sclav un drept de proprietate, ne-contractual. Ca atare, stăpânul are dreptul de uzul, de abuzul și de uzufructul respectivului rob (sclav), asa cum rezultă din trilogia bazică a materiei juridice "Dreptul de  proprietate", putându-l ceda, închiria, împrumuta sau vinde (și chiar, în cadrul regimurilor sclavagiste cele mai extreme, mutila sau ucide ). Copiii sclavilor aparțineau proprietarului acelor sclavi.
În servitute (iobăgie), lucrătorul nu este considerat un lucru (un obiect) ci un inferior, legat de angajatorul său (sau de "domnul" său), printr-o relație ca de vasalitate, în principiu, pentru toată viață, relație care-l obligă să-i slujească stăpânului sau în toate aspectele vieții (muncă, militar, sexual, artistic, educativ, etc). Slujitorul este lipsit de drepturile subiective și este supus bunului plac sau milei stăpânului sau. În Europa medievală, cea mai răspândită formă de sclavie a fost siervo de la gleba (iobagul legat de glie). În America, de sub dominația colonială spaniolă, cele mai răspândite forme de sclavie au fost îndatorarea (însărcinarea) și aservirea indigenilor.
Alte forme de muncă forțată sunt clientelismul sau mecenatul, mita (engl. mit'a), slugărnicia, exploatările prin munca de tip colonial etc.

## Munca salariată
Munca salariată este aceea pe care o efectuează o persoană (lucrător), în schimbul unei retribuții periodice denumită salariu, plătită de angajatorul (sau patronul) de care depinde și care angajator își însușește produsul rezultat din activitatea desfășurată de respectivul angajat. Aceasta es forma de lucru cea mai dominantă în prezent, generalizată începând de la revoluția industrială și de la democrație. 
În cadrul activității salariate angajatul este om liber (din punct de vedere juridic) iar relația de muncă există prin intermediul unui contract (contract de muncă) în cadrul căruia (tot din punct de vedere juridic) ambele părți se bucură de egală considerație. Spre deosebire de sclavie și de servitute, relația de dependență și de subordonare este validă doar pe timpul programului legal de muncă al angajatului, doar pe timpul de muncă convenit, și nu se poate extinde asupra vieții personale sau asupra vieții de familie a acestuia.
În activitatea salariată angajatul dispune de drepturi subiective stabilite prin contractul individual de muncă, prin contractul colectiv de muncă, prin legislația națională și internaționala. Ansamblul de norme care reglementează domeniul muncii salariate, se numește Dreptul (Codul, Legislația) Muncii.
În general, angajații, ca și angajatorii, se grupează în sindicate și în organizații patronale, care încheie  între ele acorduri printr-o formă aparte de contract, numit contract colectiv de muncă, care acorduri deplin aplicabile relațiilor de muncă salariată care se desfășoară în acest domeniu.